# Dichelacera imfasciata
Dichelacera imfasciata är en tvåvingeart som beskrevs av David Fairchild och Philip 1960. Dichelacera imfasciata ingår i släktet Dichelacera och familjen bromsar. Inga underarter finns listade i Catalogue of Life.